# Häselgehr
Häselgehr település Ausztria tartományának, Tirolnak a Reutte járásában található. Területe 50,6 km², lakosainak száma 673 fő, népsűrűsége pedig 13 fő/km² (2014. január 1-jén). A település 1006 méteres tengerszint feletti magasságban helyezkedik el.
A település részei: Ober- és Untergrießau, Ort, Schönau, Ober- és Unterhäselgehr, Unterhöf, Ebele, Luxnach, Alach, Rauchwand, Häternach és Gutschau.

## Fordítás
- Ez a szócikk részben vagy egészben  a   Häselgehr című angol Wikipédia-szócikk ezen változatának fordításán alapul.  Az eredeti cikk szerkesztőit annak laptörténete sorolja fel. Ez a jelzés csupán a megfogalmazás eredetét és a szerzői jogokat jelzi, nem szolgál a cikkben szereplő információk forrásmegjelöléseként.